# Spółdzielczy Dom Handlowy „Sezam” w Warszawie
Spółdzielczy Dom Handlowy „Sezam” – dom towarowy znajdujący się w latach 1969–2014 przy ul. Marszałkowskiej 126/134 w Warszawie.
Budynek powstał według projektu Andrzeja Sierakowskiego, Tadeusza Błażejewskiego, Jana Kopciowskiego i Romana Widery jako jeden z elementów Ściany Wschodniej.
Na jego miejscu wzniesiono w latach 2016–2018 biurowiec Centrum Marszałkowska, w którym zlokalizowano nowy sklep „Sezam”.

## Historia
„Sezam” został wybudowany ze środków spółdzielczych. Należał do WSS „Społem” Śródmieście. Został otwarty 11 października 1969.
Budynek posiadał witryny wyłącznie w części parterowej oraz aluminiowe elewacje. Prowadzono w nim sprzedaż artykułów przemysłowych, gospodarstwa domowego, a także artykułów spożywczych w dużym dziale samoobsługowym. Znajdowały się tam również kawiarnia oraz bar szybkiej obsługi o powierzchni 476 m². Taras kawiarni znajdował się na pierwszym piętrze w części północnej budynku (od strony ul. Świętokrzyskiej).
„Sezam” był największym spółdzielczym domem towarowym w Warszawie. W 1973 zatrudniał 300 pracowników. W styczniu 1989 placówka otrzymała złoty „Znak Wzorowej Pracy“ w konkursie „Stolicy“ i WSS Społem.
W 1992 w nowej części budynku dobudowanej od strony ul. Świętokrzyskiej otwarto pierwszą w Polsce restaurację McDonald’s. W uroczystości otwarcia uczestniczył były minister pracy i polityki socjalnej Jacek Kuroń.
10 sierpnia 2014 był ostatnim dniem działalności domu handlowego, a 30 września zamknięto restaurację McDonald’s.
30 sierpnia przy al. Rzeczypospolitej 14 w Wilanowie otwarto sklep „Sezam” kontynuujący tradycje domu towarowego przy ulicy Marszałkowskiej. Neony z rozebranego budynku zostały przekazane do Neon Muzeum.
Na miejscu budynku powstał w latach 2016–2018 biurowiec Centrum Marszałkowska ze sklepami w podziemiu i na parterze, który został zintegrowany ze stacją metra.

## W kulturze masowej
- Budynek „zagrał” w filmie kryminalnym Przepraszam, czy tu biją (1976) w reżyserii Marka Piwowskiego, w którym pokazany jest nieudany napad na utarg domu towarowego. Zdjęcia końcowej pogoni były kręcone na dachu „Sezamu”[12].

## Galeria

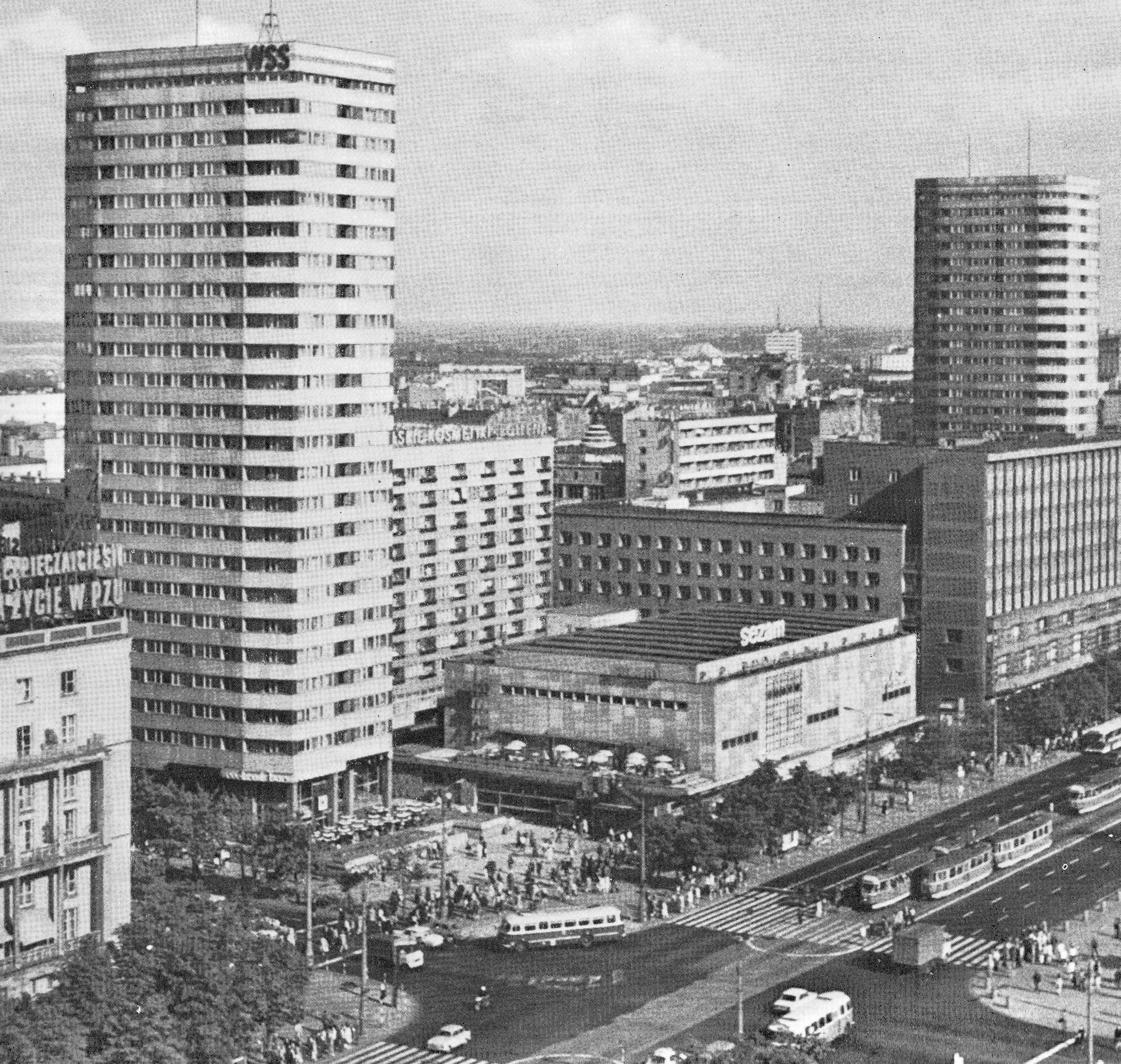
SDH „Sezam” w perspektywie ul. Marszałkowskiej (1973)
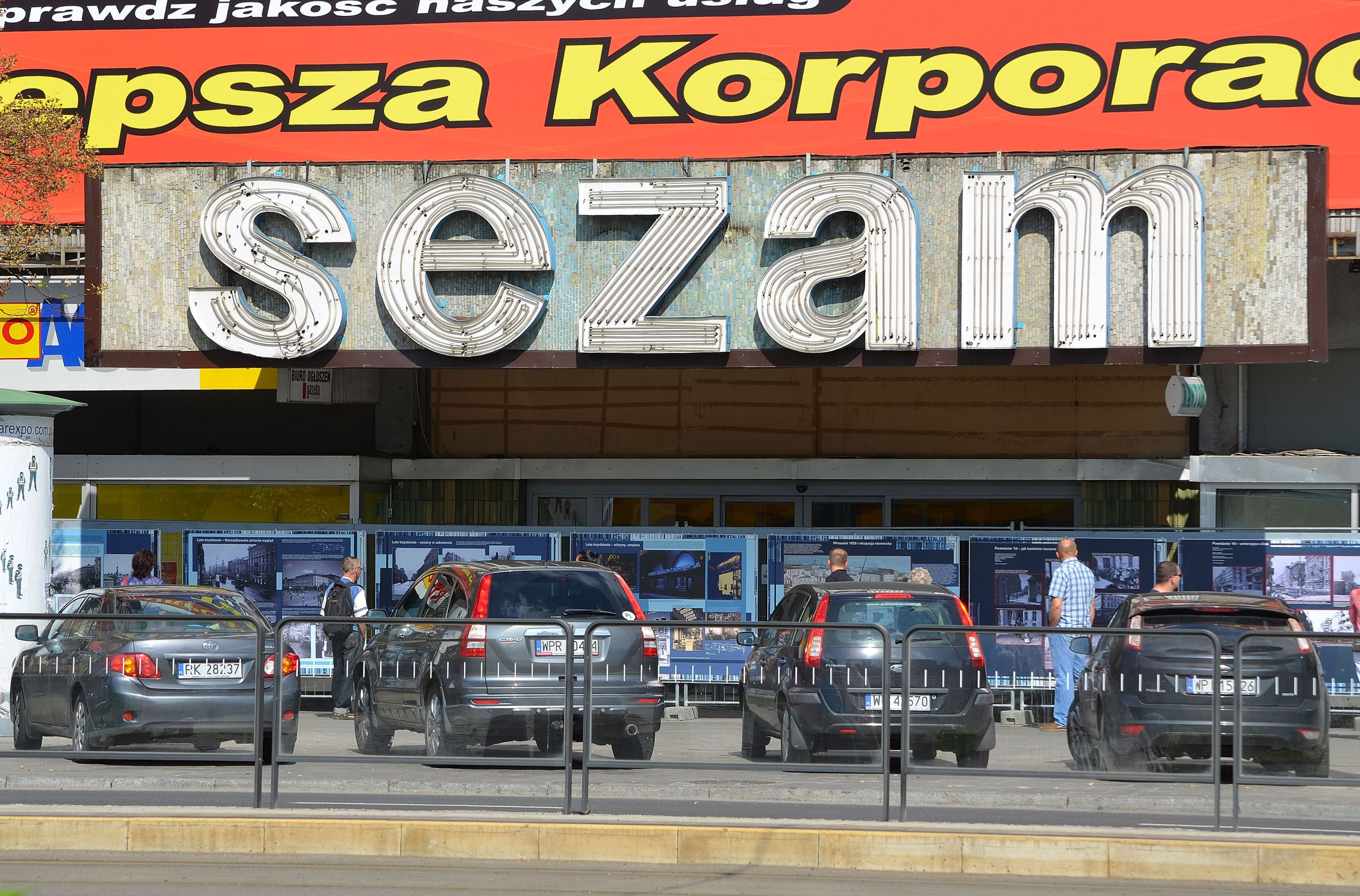
Główne wejście do budynku
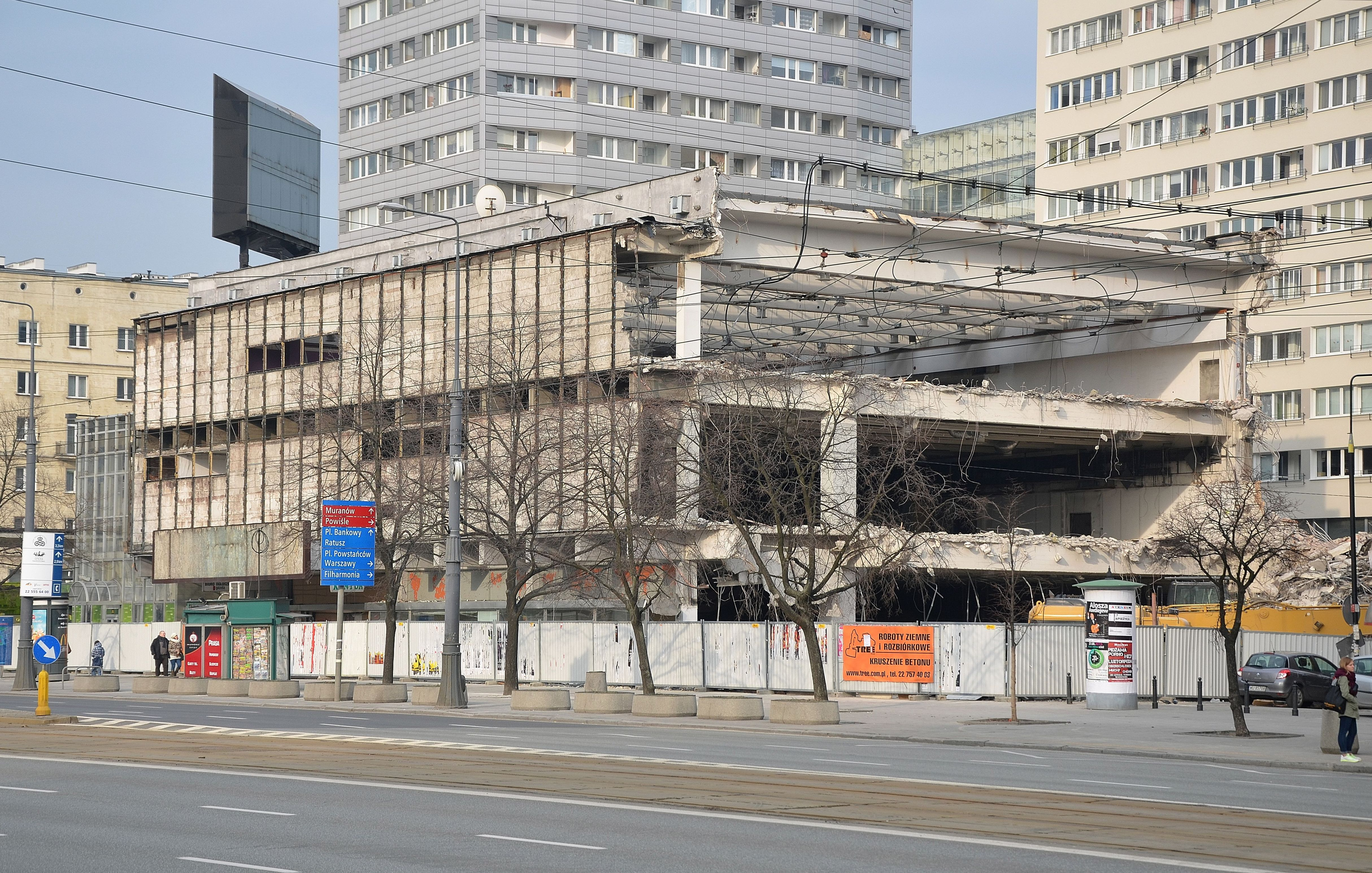
Rozbiórka budynku (luty 2015)
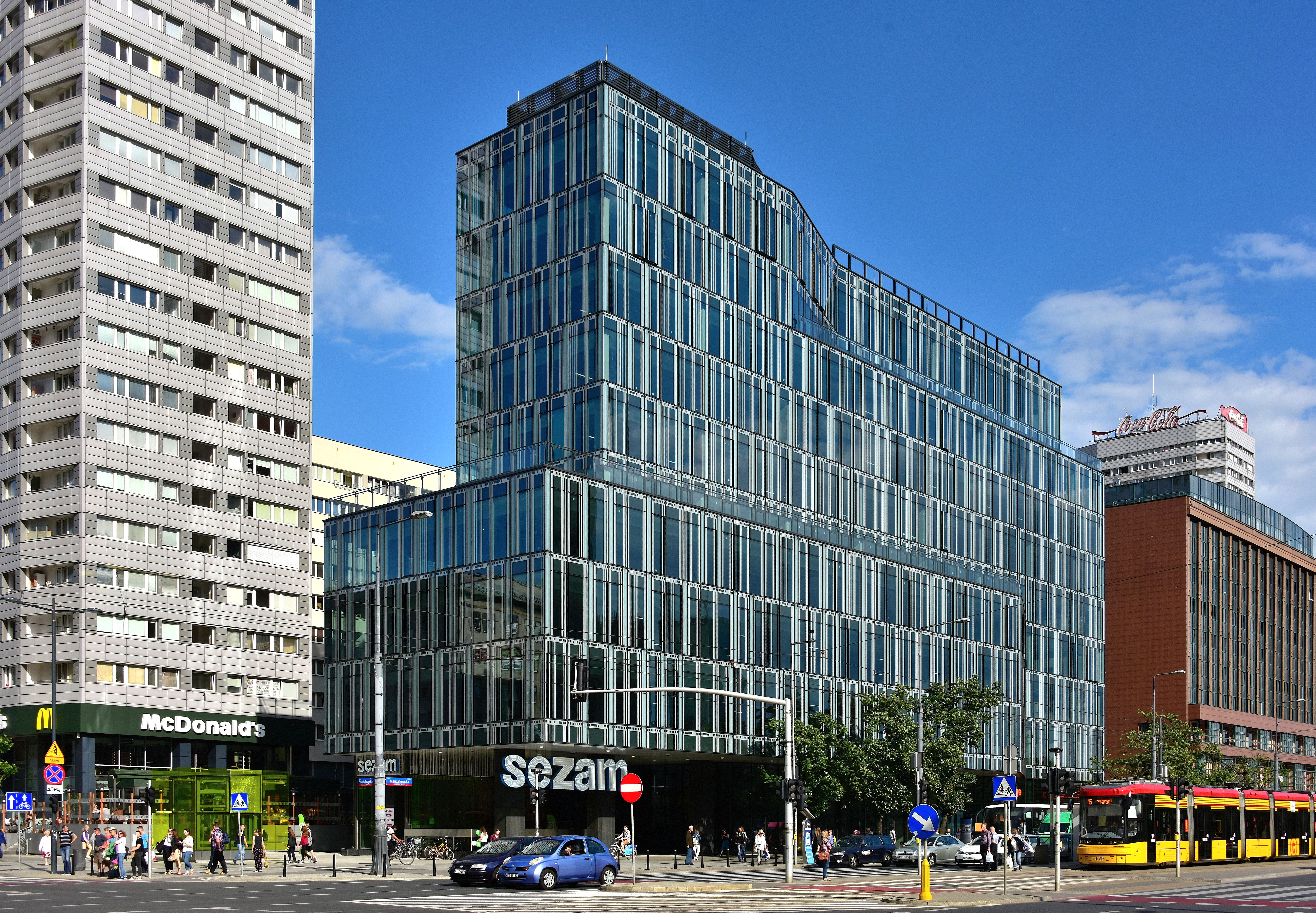
Biurowiec Centrum Marszałkowska wzniesiony na miejscu „Sezamu” (2018)